# Euctemon (månekrater)
Euctemon er et nedslagskrater på Månen. Det befinder sig på den nordlige halvkugle på Månens forside. På grund af dets placering ses det i perspektivisk forkortning, når det ses fra Jorden. Det er opkaldt efter den græske matematiker Euctemon (? – 432 f.Kr.).
Navnet blev officielt tildelt af den Internationale Astronomiske Union (IAU) i 1970. 

## Omgivelser
Euctemonkrateret ligger langs den nordvestlige rand af Baillaudkrateret. Sydvest for Euctemon ligger det store Metonbassin, og nord-nordøst for ligger De Sitterkrateret.

## Karakteristika
Kraterbunden er blevet oversvømmet med lava nogen tid efter dets dannelse, hvilket har gjort den til en næsten jævn slette uden særlige træk, omgivet af en nedslidt ydre rand. Bunden er ellers kun ramt af nogle smånedslag, men har dog det lille krater "Euctemon K" liggende nær den sydvestlige væg. Et andet lille krater er brudt gennem den vestlige rand og er sluttet til hovedkrateret ved en åbning i sin østlige side. De to kratere har nu fælles kraterbund. Mod nord ligger et andet lille krater, "Euctemon H", som nu danner en bred kløft gennem randen. Oppe på den højderyg, som skiller Euctemon og Baillaud, ligger det lille krater "Euctemon N".

## Satellitkratere
De kratere, som kaldes satellitter, er små kratere beliggende i eller nær hovedkrateret. Deres dannelse er sædvanligvis sket uafhængigt af dette, men de får samme navn som hovedkrateret med tilføjelse af et stort bogstav. På kort over Månen er det en konvention at identificere dem ved at placere dette bogstav på den side af satellitkraterets midte, som ligger nærmest hovedkrateret. Euctemonkrateret har følgende satellitkratere:
| Euctemon | Længde  | Bredde  | Diameter |
| -------- | ------- | ------- | -------- |
| C        | 76,2° N | 38,9° Ø | 20 km    |
| D        | 77,1° N | 39,2° Ø | 20 km    |
| H        | 76,3° N | 26,6° Ø | 16 km    |
| K        | 75,9° N | 28,4° Ø | 7 km     |
| N        | 75,5° N | 33,1° Ø | 8 km     |

## Måneatlas
- Billeder af Euctemonkrateret i LPI-måneatlasset